# Військові медичні заклади України

Прапор Збройних сил України

Військові медичні заклади України становлять основу високоефективної системи військової медицини в Україні, яка складається з лікувальних, військових шпиталів-госпіталів, навчальних, науково-дослідних, реабілітаційно-санаторних медичних закладів, які повсякчас в мирних та військових умовах забезпечують діагностику та необхідне лікування військовослужбовців Міністерства оборони України, Державної прикордонної служби України, Служби безпеки України, Міністерства внутрішніх справ України, органів надзвичайних ситуацій та інших воєнізованих органів держави.
Більшість військових медичних закладів України сконцентрована в підпорядкуванні Міністерства оборони України, де вони традиційно мають назву закладів охорони здоров'я Збройних Сил України. Класифікація (перелік) закладів охорони здоров'я Збройних Сил України затверджується наказом Міністра оборони України. Станом на квітень 2014 року діє наказ Міністра оборони України № 871 від 18.12.2013 р., де дані заклади розподіляються на лікарняні та амбулаторно-поліклінічні, заклади переливання крові, санаторно-курортні заклади, установи з проведення лабораторних та інструментальних досліджень і випробувань Держсанепідслужби та територіальні органи Держсанепідслужби, аптеки, медико-соціальні експертні комісії та бюро судово-медичної експертизи.

## Військові медичні заклади
До найважливіших лікувальних та науково-дослідних закладів військової медицини в державі відносяться :
Головний військово-медичний госпіталь Міністерства оборони України
Центральний клінічний госпіталь Державної прикордонної служби України
Центральний госпіталь Служби безпеки України
Центральний госпіталь Міністерства внутрішніх справ України
Лікарня відновного лікування Міністерства внутрішніх справ України
У всіх військових лікарняно-госпітальних закладах діють медично-наукові кафедри Національного медичного університету імені О.Богомольця, а також структури для перепідготовки практикуючих медиків в рамках післядипломної освіти для Національної медичної академії післядипломної освіти імені П. Л. Шупика та усіх військово-медичних закладів України. Слухачі та військові медики відповідних кафедр здійснюють у військових відомчих госпіталях щорічно понад 1,5 тисяч хірургічних операцій та здійснюють лікування понад 4 тисяч військовослужбовців.
Також усі військові госпіталі мають стаціонарні відділення за усіма сучасними напрямками військової медицини, спеціальні новітні реанімаційні відділення для оперативного лікування військовослужбовців з вогнепальними пораненнями. Разом з службами надзвичайних ситуацій держави розроблені заходи оперативного розгортання польових військових госпіталів під час військових навчань чи реальних бойових дій.
Під час введення надзвичайного чи воєнного стану усі військові госпіталі спроможні до діяльності в екстремальних умовах військових дій, маючи для цього усю необхідну інфраструктуру, включно і в умовах ядерної війни з використанням ядерної зброї.

## Медичні заклади для інвалідів війни
До важливих закладів військової медицини відносяться госпіталі для інвалідів війни та учасників-ветеранів колишніх та сучасних бойових дій, які діють при обласних управліннях охорони здоров'я. Найбільшими в державі серед них є Київський міський клінічний госпіталь ветеранів війни та Львівський обласний госпіталь інвалідів війни та репресованих імені Юрія Липи.

## Цивільні медичні заклади для поранених військовослужбовців
У зв'язку з бойовими військовими антитерористичними діями на території держави та вичерпної заповненості військово-медичних закладів , 29 травня 2014 року Верховною Радою України прийнято Постанову №-4897 про оперативне нагальне лікування у Клінічній лікарні «Феофанія» Державного управління справами за рахунок державного бюджету поранених та травмованих військовослужбовців Збройних сил України.
Але, на відміну, від офіційних військово-медичних закладів України, при яких діють вповноважені відомчі військово-лікарські експертні комісії та бюро судової військово-медичної експертизи, на які покладено функції встановлення ступеню втрати боєздатності пораненого військовослужбовця, статусу інваліда війни, зв'язку смерті військовослужбовця з кульовим пораненням при захисті Батьківщини, а отже і сукупності належних соціальних пільг учасника бойових дій та членів його родини, цивільні лікарські комісії Клінічної лікарні «Феофанія» не мають жодних необхідних законодавчих повноважень з цих важливих військово-медичних питань.
Згідно з чинним законодавством, встановлення належного соціального статусу і відповідних параметрів соціального захисту поранених/загиблих військовослужбовців та членів їхніх родин можливо виключно в умовах лікування (або судово-експертизного перебування) у відповідному відомчому військово-лікарняному закладі (чи їх спеціалізованих військово-експертних паталого-анатомічних відділеннях) та безумовного юридично-належного оформлення визначених документів, передбачених рішеннями лише офіційних воєнізованих органів держави, діяльність яких суворо регламентується виключно Законами України. Саме через означені надто вагомі юридичні обставини, воєнізовані органи держави наразі не направляють первинно поранених/травмованих учасників бойових дій до КЛ «Феофанія», хоча формально-законодавчі обмеження для цього повністю відсутні. Вирішення наявної суттєвої юридичної колізії можливе лише в разі законодавчого надання Лікарській експертній комісії КЛ «Феофанія» відповідного статусу, який наразі наявний лише у спеціалізованих військових лікарських комісій Міністерства оборони, Міністерства внутрішніх справ, Служби безпеки та Державної прикордонної служби України.
Наразі військово-медичні заклади держави направляють до КЛ «Феофанія» на медичну реабілітацію військовослужбовців, які мають офіційно встановлений соціально-військовий статус учасника бойових дій.

## Військові навчальні заклади
Головним навчальним та науково-дослідницьким національним органом військової медицини в державі законодавством визнано Українську військово-медичну академію- вищий багатопрофільний військово-медичний навчальний та науковий заклад післядипломної освіти для медиків військових лікувальних закладів Міністерства оборони України, Державної прикордонної служби України, Міністерства внутрішніх справ України, Служби безпеки України, створений Міністерством охорони здоров'я України та Міністерством оборони України.

## Наукова діяльність
Протягом функціонування академії, військовими медиками було захищено понад 130 кандидатських та понад 30 докторських дисертацій. Серед постійних викладачів академії 65 мають ступінь кандидата медичних наук та 24 доктора медичних наук. Академія здійснює постійну науково-дослідницьку діяльність з 5 основних актуальних напрямків військової медицини, результати якої оприлюднюються у щоквартальному науково-практичному журналі Міністерства оборони України та в збірнику наукових праць «Проблеми військової охорони здоров'я», які включено у перелік наукових спеціалізованих видань України в галузі медицини.

## Міжнародна діяльність
Активний постійний розвиток міжнародних зв'язків відбувається з вищими медично-навчальними та науково-дослідницькими військовими закладами закордонних країн, на підставі офіційних угод про співробітництво між Міністерством оборони України та військовими відомствами інших держав.
Особливо плідна співпраця здійснюється з військовими медиками Грузії, Болгарії, Молдови, Латвії, Литви, Естонії, Греції, США, Німеччини, Нідерландів, Норвегії, Хорватії та інших. Постійно здійснюються дружні взаємні візити та науково-практичні медичні конференції за важливими актуальними напрямками сучасної військової медицини.

## Військова медицина
Військова медицина займається вивченням та практичним лікуванням військовослужбовців, які здійснюють законодавчу військову службу в мирний час а також під час реальних військових дій чи військових навчань. До найважливіших розділів відносяться оперативне лікування вогнепальних поранень, опромінення внаслідок вибуху ядерного заряду чи ліквідації катастроф на ядерних спорудах, інфекційні, харчові та хімічні отруєння та інші. Важливим напрямком є вивчення та розробка принципів визначення медичної та психологічної придатності особи до проходження військової служби в мирних та військових умовах, а також експертне визначення втрати здоров'я внаслідок бойових дій або проходження військової служби в мирний час і встановленні відповідної групи інвалідності, експертне визначення військово-лікарськими комісіями воєнізованих відомств зв'язку смерті військовослужбовця з вогнепальним пораненням при захисті Батьківщини. Спеціальний розділ військової медицини присвячений організації лікувального процесу на різних стадіях евакуації поранених та загиблих військовослужбовців, медичному сортуванню хворих військовослужбовців під час військових навчань чи реальних бойових дій, який визначається категоріально як — організація та тактика медичної служби в цивільних та військових умовах.
Найважливішими напрямками військової медицини є: військово-польова хірургія, військово-польова хірургія, військова гігієна, військова токсикологія та радіологія, військова епідеміологія, організація та тактика медичної служби, управління повсякчасною діяльністю медичної служби.

## Галерея військових шпиталів різних країн

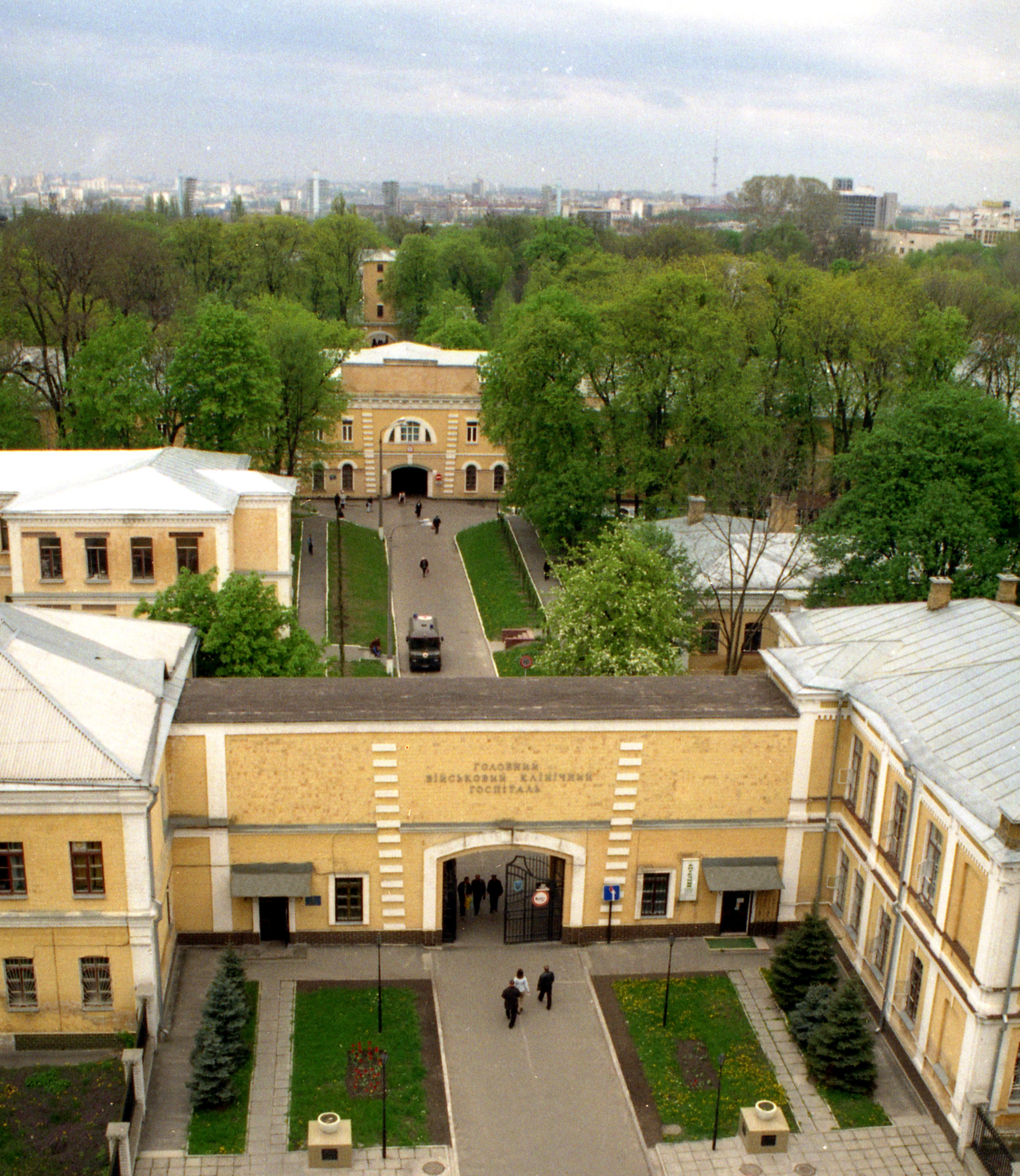
Центральний військовий шпиталь у Києві
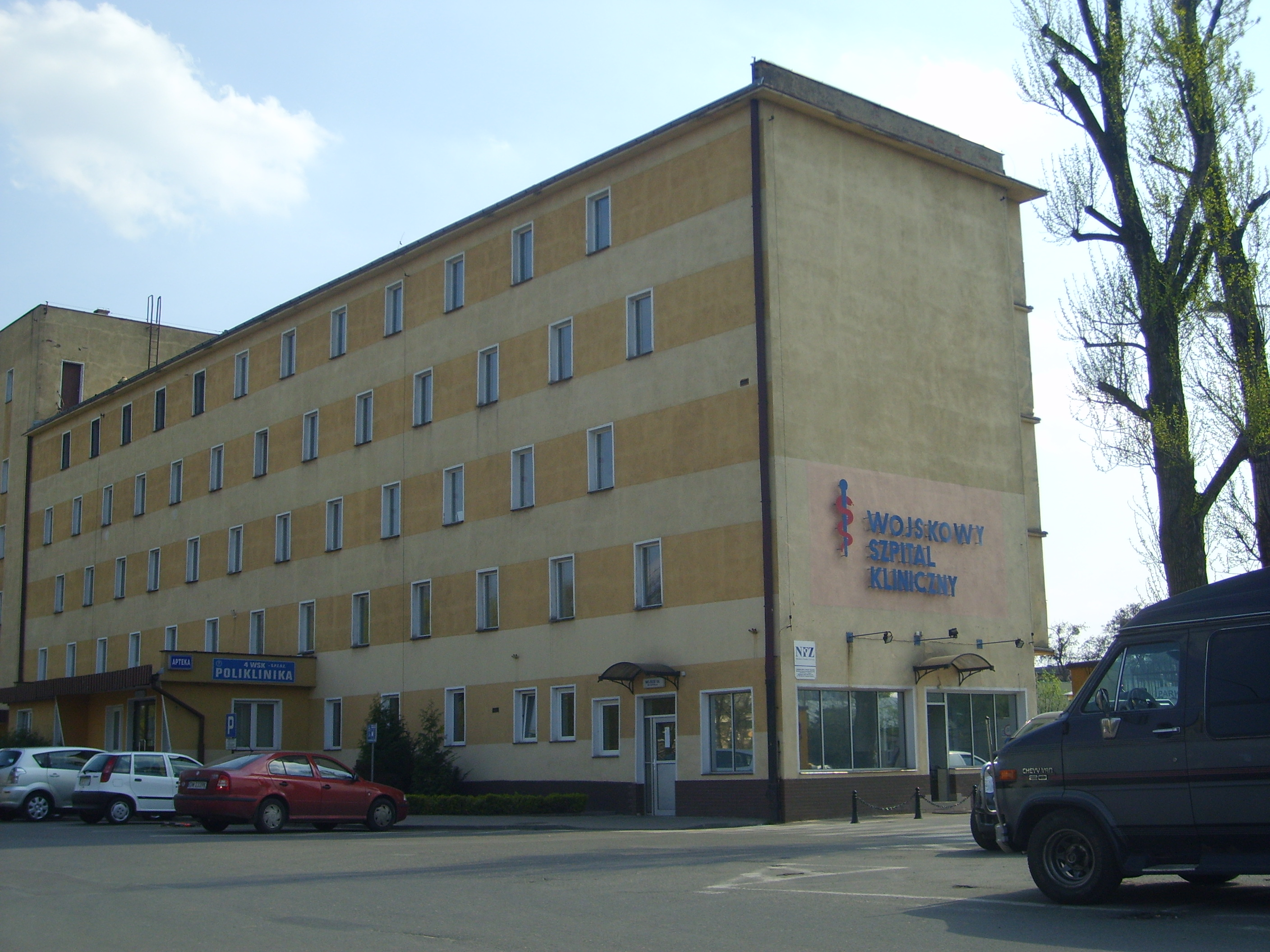
Військовий клінічний шпиталь у Вроцлаві
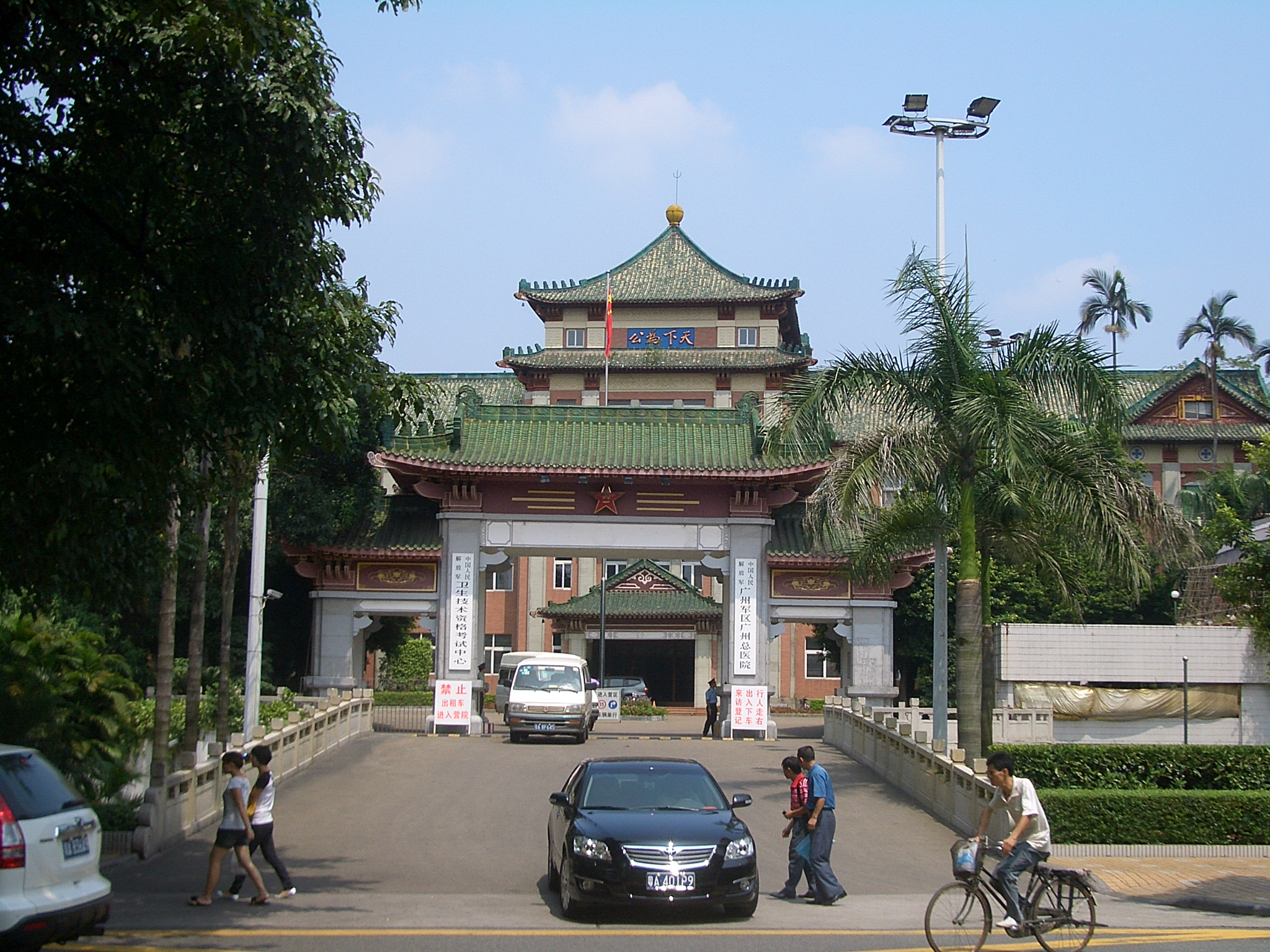
Військовий клінічний шпиталь Гуанчжоу /Китай/
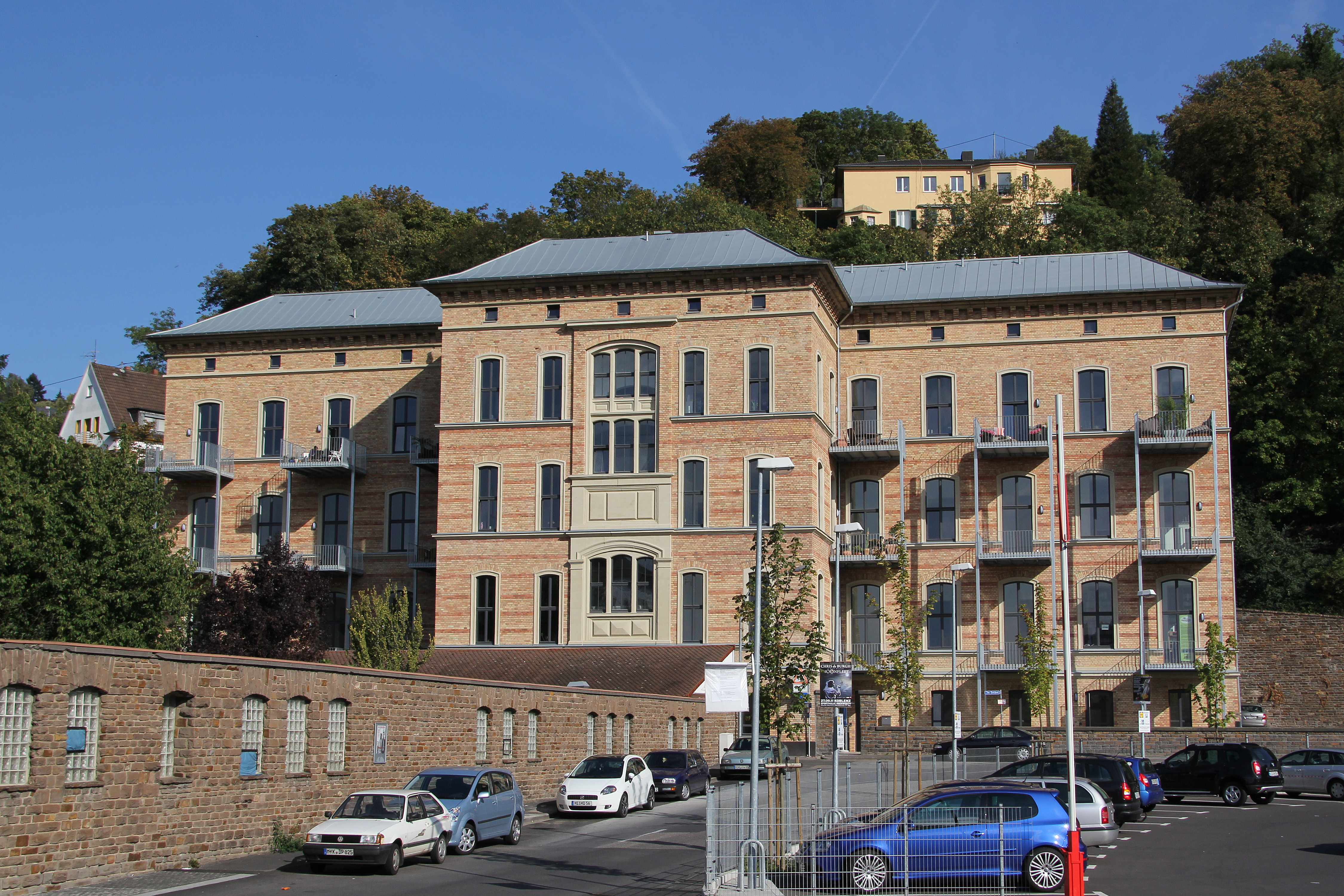
Військовий шпиталь у Кобленці /Німеччина/